# Радонеж (радиостанция)
Ра́донеж — московская православная радиостанция, вещающая с 1991 года и существующая на пожертвования своих слушателей.

## История
В 1987 году появилось просветительское православное общество «Радонеж». Был арендован зал культурного центра «Меридиан», где раз в месяц проводились вечера. Однако зал не вмещал всех желающих. Как вспоминал Евгений Никифоров:

Нам, конечно, лестно было получить переполненный тысячный зал, но для Москвы тысяча мест — это что? Ноль! А духовная жажда в народе колоссальная. Так возникла идея о СМИ, подсказанная отцом Борисом Бобринским. Этот известный во Франции пастырь Парижского экзархата организовал радиостанцию «Голос православия». На волне той смуты 1990-х годов появилась возможность нашего вещания.

Радио «Радонеж» вышло в эфир в 31 марта 1991 года по благословению Патриарха Московского и всея Руси Алексия II, став независимой в СССР радиостанцией.
В 1995 году появились газета «Радонеж» и фестиваль религиозного, духовно-нравственного документального кино «Радонеж».
Во второй половине 1990-х годов радиостанция отражала растущие в то время монархические и этнонационалистические настроения, сочетавшиеся с апокалиптикой и ожиданием «последних времён».
Многие программы имеют миссионерскую направленность. Программы радио «Радонеж» включают в себя беседы, лекции, дискуссии, открытый эфир, встречи со священноначалием, с ведущими представителями духовенства, церковной и гражданской науки, с общественными деятелями, новости, проповеди, музыкальные передачи, литературные композиции и многое другое.

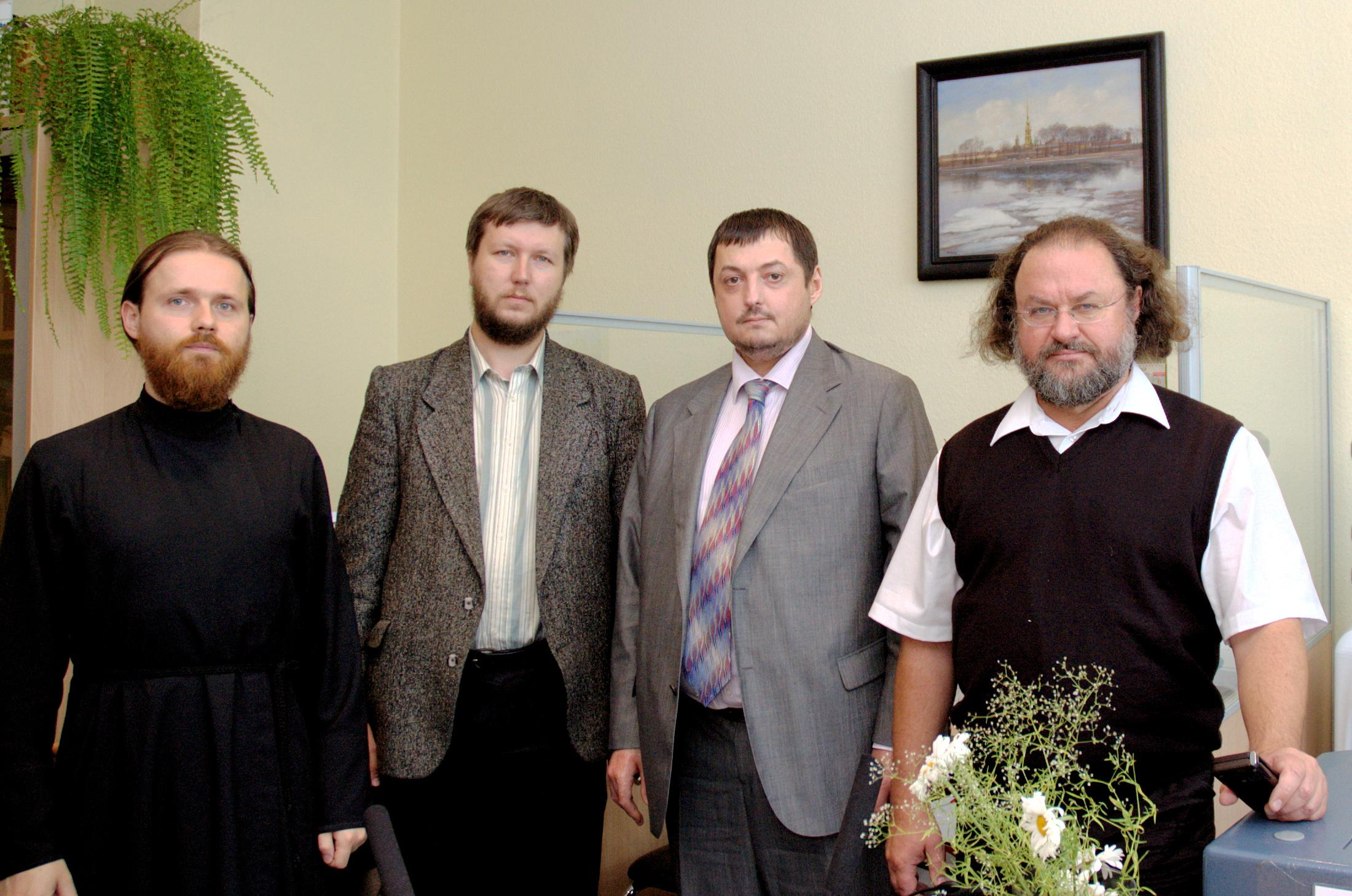
В студии радио «Радонеж». Гости: иерей Максим Массалитин, Иван Мазуренко, Александр Дятлов и директор радиостанции Евгений Никифоров, 6 августа 2008

Патриарх Кирилл в ответ на просьбу благословить дальнейшую деятельность, в частности отметил: «Издание газеты и продолжение выпуска радиопередач считаю важным и полезным делом, так же, как и решение задач, стоящих на пути расширения и совершенствования этого благого дела».

### Города вещания
| Город  | Частота                     |
| ------ | --------------------------- |
| Москва | УКВ 72,92 МГц               |
| Орёл   | УКВ 68,15 МГц (19:00-00:00) |

Также ведётся вещание на частотах Радио Крым (23:00-00:00)

### Города, в которых прекращено вещание
| Город           | Частота         | Комментарий                                                                 |
| --------------- | --------------- | --------------------------------------------------------------------------- |
| Апшеронск       | УКВ 105,4 МГц   | Частота свёрнута                                                            |
| Барнаул         | УКВ 72,68 МГц   | Вещание велось совместно с Народным радио (с 23:00 до 2:00)                 |
| Белореченск     | УКВ 107,1 МГц   | Заменено на Радио Белореченск                                               |
| Владивосток     | СВ 738 кГц      | Вещание прекращено из-за отсутствия средств.                                |
| Владивосток     | СВ 675 кГц      | Частота свёрнута                                                            |
| Воронеж         | УКВ 102,8 МГц   | Заменено на Радио Шансон                                                    |
| Екатеринбург    | СВ 1260 кГц     | Частота свёрнута                                                            |
| Красноярск      | УКВ 72,50 МГц   | Частота свёрнута                                                            |
| Липецк          | УКВ 70,73 МГц   | Вещание велось с 19:00 до 23:00                                             |
| Москва          | СВ 612, 846 кГц | Вещание велось с 19:00 до 20:00 до 23:00 (1.5.2019), (31.12.2013)           |
| Рязань          | УКВ 73,13 МГц   | Частота свёрнута                                                            |
| Санкт-Петербург | СВ 684 кГц      | Вещание велось с 19:00 до 00:00. Прекращено 16.03.2025 по решению вещателя. |
| Туапсе          | УКВ 106,5 МГц   | Заменено на Дорожное радио                                                  |
| Ярославль       | УКВ 72,26 МГц   | Частота свёрнута                                                            |

### Другие способы вещания
Радиостанцию также можно принимать со спутников Eutelsat 36D 36° в. д. в составе пакета Триколор ТВ, и Экспресс-АТ1 56° в. д. в составе пакета Триколор ТВ Сибирь. Также есть вещание в Интернет.

## Оценки
В 2006 году в поздравлении патриарха Алексия II в связи с 15-летием начала вещания отмечалось:

Пятнадцать лет назад выход в эфир первых радиопрограмм «Радонежа» стал весьма заметным явлением на поле деятельности российских средств массовой информации. Для многих наших современников начало вещания первой православной радиостанции стало знамением того, что Церковь в России обретает голос после десятилетий вынужденного молчания под гнетом государственного атеизма. <…>
В программах Радио «Радонеж» за эти годы участвовали многие пастыри, известные церковные учёные, журналисты и общественные деятели, благодаря чему радиостанция не только заслужила доверие многочисленной церковной аудитории, но стала для многих дверью к сокровищам духовного наследия Православия.

Главный редактор портала «Православие и мир» Анна Данилова отмечает:

«Молиться, поститься и слушать радио „Радонеж“ — эта присказка стала крылатой. Как и над всяким популярным проектом, над „Радонежем“ часто подшучивают. Как и всякий многолетний проект, „Радонеж“ переживает свои взлёты и кризисы жанра. Но тысячи людей за последние двадцать лет нашли свою дорогу к храму именно благодаря тому, что каждый день в 20.00 приёмник говорил о православии».

## Награды
- Radio station awards 2015 — лучшая радиостанция России в диапазонах УКВ, СВ, ДВ и КВ[12][13]